# Hemimorina setonana
Hemimorina setonana är en fjärilsart som beskrevs av Mcdunnough 1927. Hemimorina setonana ingår i släktet Hemimorina och familjen mätare. Inga underarter finns listade i Catalogue of Life.